# Ейс Фрейлі
Пол Деніел «Ейс» Фре́йлі (англ. Paul Daniel «Ace» Frehley; нар. 27 квітня 1951, Нью-Йорк) — американський музикант, гітарист і вокаліст, учасник рок-гурту Kiss з року її заснування та до 1982 року . Виступав в образі персонажа «Space Ace».
Після виходу з Kiss продовжував сольну кар'єру. У 1996 році знов приєднався до гурту для виступів під час світового турне та співпрацював до 2002 року. Фрейлі відомий також використанням спеціальних ефектів під час гри на гітарі, як вихід диму з гітари Gibson Les Paul під час його соло гри.
У 2011 році випустив автобіографію «No Regrets - A Rock 'N' Roll Memoir» .

## Дискографія

### Сольні альбоми
- Ace Frehley (1978)
- Frehley's Comet (1987)
- Second Sighting (1988)
- Trouble Walkin' (1989)
- Anomaly (2009)
- Space Invader (2014)
- Origins, Vol. 1 (2016)
- Spaceman (2018)
- Origins, Vol. 2 (TBA)

Концертні записи
- Live+1 (1988)
- Greatest Hits Live (2006)

Збірки
- 12 Picks (1997)
- Loaded Deck (1998)

### У складі Kiss
Студійні альбоми
- Kiss (1974)
- Hotter than Hell (1974)
- Dressed to Kill (1975)
- Destroyer (1976)
- Rock and Roll Over (1976)
- Love Gun (1977)
- Dynasty (1979)
- Unmasked (1980)
- Music From The Elder (1981)
- Psycho Circus (1998)

Концертні
- Alive! (1975)
- Alive II (1977)
- Kiss Unplugged (1996)
- You Wanted the Best, You Got the Best!! (1996)
- Alive! The Millennium Concert (2006)